# Julomorpha schultzei
Julomorpha schultzei är en mångfotingart som beskrevs av Carl Graf Attems 1909. Julomorpha schultzei ingår i släktet Julomorpha och familjen Iulomorphidae. Inga underarter finns listade i Catalogue of Life.